# Lefkimmi
Lefkimmi (griechisch Λευκίμμη (f. sg.)) ist ein Gemeindebezirk auf der griechischen Insel Korfu. Er wurde 1986 als Gemeinde geschaffen, 1997 erweitert, ging 2010 in der Gemeinde Kerkyra auf und bildet seit 2019 einen der drei Gemeindebezirke der neuen Gemeinde Notia Kerkyra.
Den Kern bildet die gleichnamige Kleinstadt mit 2935 Einwohnern im Südosten der griechischen Insel Korfu, deren zweitgrößter Ort sie damit ist. Der Ort selbst war ursprünglich ein Fischerdorf und ist auch heute noch in einem sehr unverfälschten Zustand, da er nicht zu den typischen Touristengegenden zählt. In den alten Gassen und den kleinen Läden kann man den traditionellen, korfiotischen Alltag erleben.

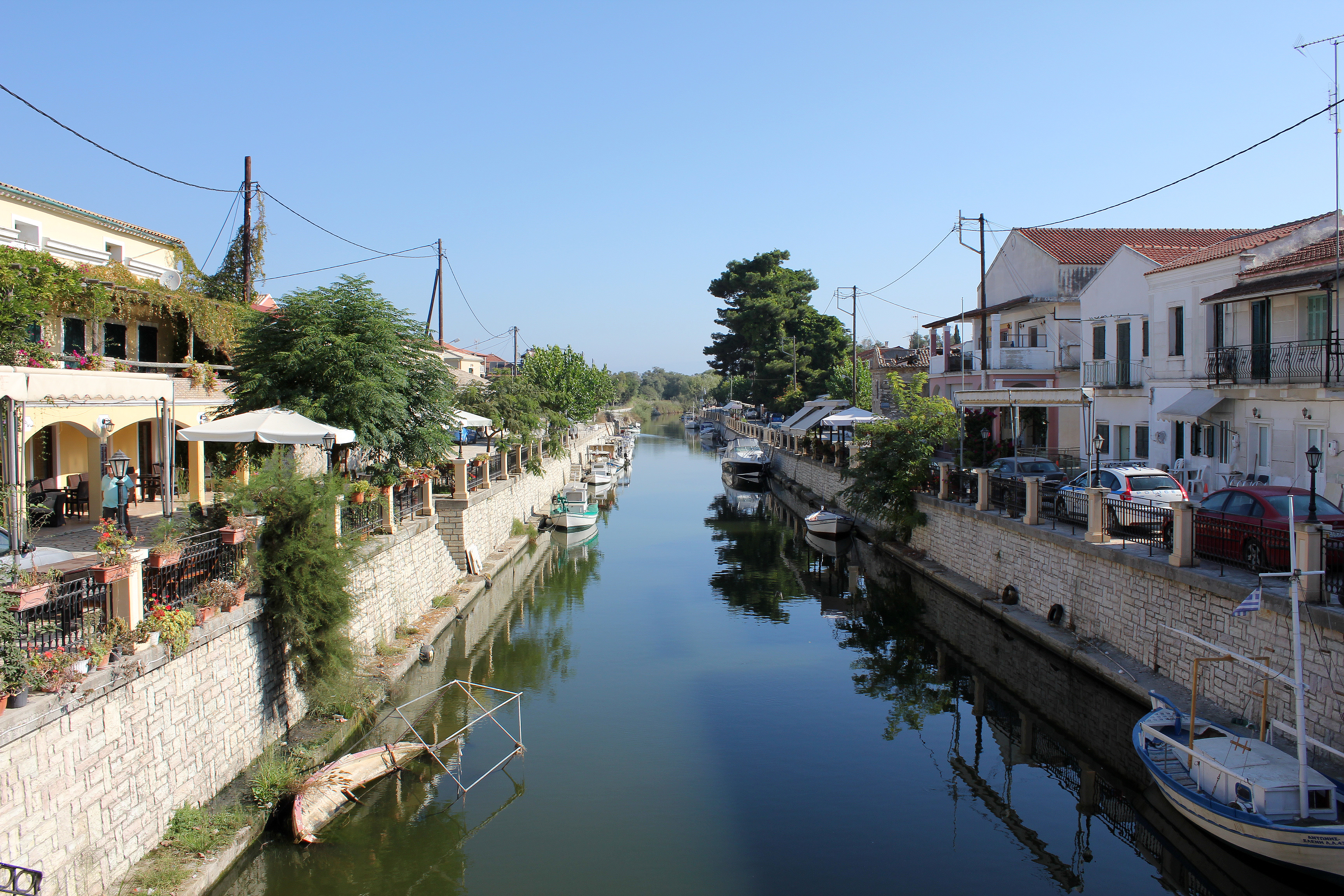
Kanal durch Lefkimmi
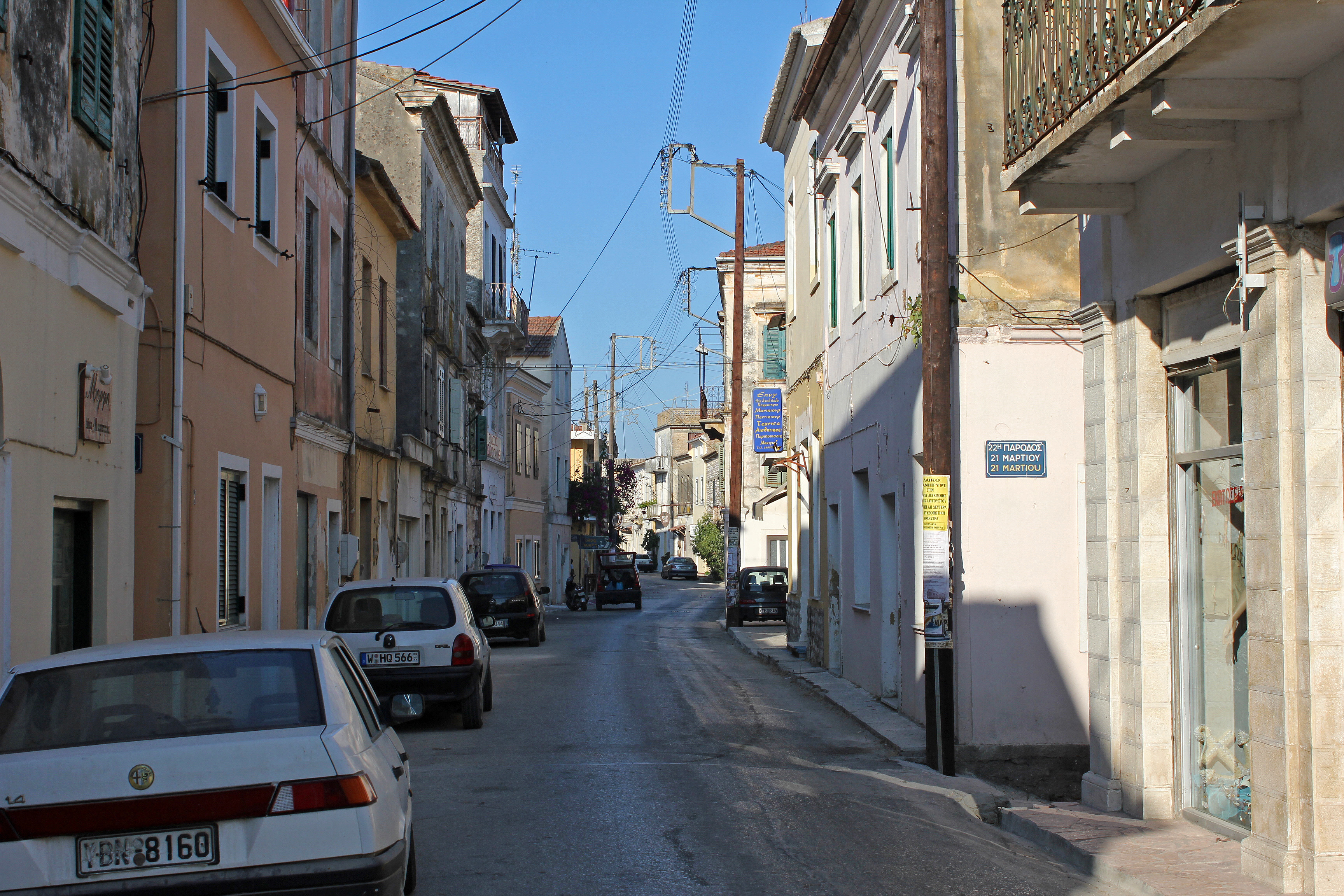
Eine typische schmale Gasse in Lefkimmi, früh am Morgen

In der Nähe von Lefkimmi befindet sich ein Hafen, an dem sowohl größere Fähren, als auch kleine Ausflugsschiffe z. B. nach Paxos und Andipaxos verkehren. Ebenfalls nur ein paar Kilometer weiter liegt der Touristenort Kavos, der insbesondere bei britischen Urlaubern beliebt ist.

## Verwaltungsgliederung
Die Gemeinde Lefkimmi (Δήμος Λευκιμμαίων Dímos Lefkimméon) wurde 1986 aus dem Zusammenschluss der Landgemeinden Lefkimmi und Ano Lefkimmi gegründet. Seine heutige Ausdehnung erhielt Lefkimmi durch die Vereinigung mit den Landgemeinden Neochori und Vitalades im Zuge der Gemeindereform 1997.  Gemäß der Verwaltungsreform 2010 ging Lefkimmi als einer von 15 Gemeindebezirken in der neu gebildeten Gemeinde Kerkyra auf.
| Stadtbezirk/ Ortsgemeinschaft | griechischer Name              | Code     | Fläche (km²) | Einwohner 2001 | Einwohner 2011 | Dörfer und Siedlungen                              |
| ----------------------------- | ------------------------------ | -------- | ------------ | -------------- | -------------- | -------------------------------------------------- |
| Lefkimmi                      | Δημοτική Κοινότητα Λευκίμμης   | 32040101 | 19,597       | 4364           | 3620           | Lefkimmi, Kavos                                    |
| Neochori                      | Δημοτική Κοινότητα Νεοχωρίου   | 32040104 | 13,200       | 1663           | 1443           | Dragotina, Kritika, Neochori, Paleochori, Spartera |
| Ano Lefkimmi                  | Τοπική Κοινότητα Άνω Λευκίμμης | 32040102 | 14,078       | 0139           | 0213           | Molos                                              |
| Vitalades                     | Τοπική Κοινότητα Βιταλάδων     | 32040103 | 03,835       | 0538           | 0524           | Vitalades, Gardenos                                |
| Gesamt                        | Gesamt                         | 320401   | 50,710       | 6704           | 5800           |                                                    |

## Persönlichkeiten
- Stamatis Voulgaris (1774–1842), erster Stadtplaner des modernen Griechenlands, Maler und französischer Offizier, geboren und gestorben in Lefkimmi